# 奈具神社
奈具神社（なぐじんじゃ）は、京都府宮津市由良にある神社である。式内社で、丹後国加佐郡十一座の一社。

## 祭神
伊勢神宮外宮の祭神である豊受大神と同一で、羽衣伝承の天女でもある豊宇賀能賣命が祭神である。
- 豊宇賀能賣命

## 祭礼日
- 祈年祭 - 4月10日
- 例祭 - 10月10日
- 新嘗祭 - 11月23日

## 由緒
京都府京丹後市弥栄町船木に同名の奈具神社があり、こちらも式内社で、丹後国竹野郡十四座の一社である。丹後国風土記によると「ここに来りてわが心奈具志久（なぐしく）なれり」とあり、奈具神社の由来はこの奈具志久（おだやかに）という言葉による。

## アクセス
- 京都丹後鉄道宮舞線丹後由良駅から北西約900m